# にゃんにゃん丸
にゃんにゃん丸（にゃんにゃんまる）は佐賀県嬉野市の株式会社マールが運営している元祖忍者村 嬉野温泉 肥前夢街道のマスコットキャラクター（ゆるキャラ）。愛称は「にゃん丸」。よく時代村が運営しているテーマパークのマスコットキャラクター「ニャンまげ」と勘違いされるが、会社としての資本関係やキャラとしての血縁関係など繋がりはない。

## 概要
主に土日祝、大型連休などに、園内に出没している。園内ではお客様との触れ合いのほかに、自らのiPhoneを使用してリアルタイムでTwitterを更新している。外見は忍者の格好をしたネコで、永遠の10歳。誕生日は2月20日（「220=にゃんにゃん丸」の語呂合わせ）。園内を巡回しながら、来場者の（特に子供）が被っている帽子を食べる悪戯もする。また、にゃんにゃん丸自身がデザインの缶バッジを、グリーティングと同時に販売も行っている。

## にゃん丸プロジェクト
2012年1月から、着ぐるみ応援団「るみすと-RUMIST-」が主体となったプロジェクト「にゃんにゃん丸の願いを叶えてあげようプロジェクト」を始動。内容は20年以上使用したにゃんにゃん丸の忍者服（着ぐるみ）の修復プロジェクト。約4ヶ月間ツイッターやfacebookで寄付を募り、合計212口もの募金が集まった。2012年4月28日に肥前夢街道にてお披露目会が開催された。